# Francisco Javier Laporta
Francisco Javier Laporta San Miguel (Madrid, 3 de diciembre de 1945) es un jurista y catedrático universitario español.

## Biografía
Licenciado en Derecho en 1968 por la Universidad Complutense de Madrid y doctorado en 1973 en la Autónoma madrileña con una tesis sobre el jurista y sociólogo Adolfo Posada, de 1969 a 1972 fue profesor ayudante del departamento dirigido por Joaquín Ruiz-Giménez en la Complutense y de 1972 a 1983 lo fue de Elías Díaz en la Autónoma, donde permaneció y en la actualidad (2016) es catedrático de Filosofía del Derecho. A lo largo de los años ha sido profesor visitante en diversas universidades de Estados Unidos, México y el Reino Unido.
Ha ocupado la dirección del Centro de Estudios Constitucionales y del Instituto de Derechos Humanos de la Complutense. También ha sido miembro del Comité Ejecutivo de la International Association for Philosophy of Law and Social Philosophy (IVR) y del Tampere Club, así como patrono de la Fundación Francisco Giner de los Ríos-Institución Libre de Enseñanza. Ha formado parte del consejo editor de Doxa: Cuadernos de Filosofía del Derecho, donde ha publicado buena parte de sus producción académica. En 2008 le fue otorgado el Premio Nacional de Investigación Pascual Madoz «por su contribución al enriquecimiento del método jurídico, especialmente en la consolidación del Estado de Derecho».
Además de los artículos académicos publicados en revistas especializadas, es autor o coautor de varias obras, como Adolfo Posada, política y sociología en la crisis del liberalismo español (tesis doctoral publicada en 1974); Antología pedagógica de Francisco Giner de los Ríos Madrid, 1988; Los derechos históricos en la Constitución con Alejandro Sáiz Arnaiz, Madrid: Centro de Estudios Políticos y Constitucionales, 2006; El imperio de la ley: Una visión actual Madrid, 2007 o Bases teóricas de la interpretación jurídica, junto con Aulis Aarnio y Manuel Atienza Rodríguez en 2010.